# Ustanówek (przystanek kolejowy)
Ustanówek – przystanek osobowy usytuowany na linii kolejowej nr 8 Warszawa Zachodnia - Kraków Główny, w Ustanówku, części wsi Jeziórko, w gminie Prażmów, w powiecie piaseczyńskim, w województwie mazowieckim.

## Krótki opis
Na przystanku są dwa, jednokrawędziowe, 200-metrowe perony.

## Ruch pasażerski[3]
| Rok  | Wymiana pasażerska na dobę |
| ---- | -------------------------- |
| 2017 | 300-499                    |
| 2018 | 500-699                    |
| 2019 | 700-999                    |
| 2020 | 500-699                    |
| 2021 | 500-699                    |
| 2022 | 700-999                    |
| 2023 | 700-999                    |

## Połączenia
Z przystanku można dojechać elektrycznymi pociągami podmiejskimi do Skarżyska-Kamiennej, Radomia, Góry Kalwarii, Piaseczna oraz Warszawy.
| Linia | Przewoźnik         | Trasa |
| R80   | Koleje Mazowieckie | W-wa Gdańska – W-wa Zachodnia – W-wa Służewiec – Piaseczno – Ustanówek – Czachówek Płd. – Radom – Skarżysko-Kamienna   |
| R80   | Koleje Mazowieckie | Nasielsk – W-wa Gdańska – W-wa Zachodnia – W-wa Służewiec – Piaseczno – Ustanówek – Czachówek Wschodni – Góra Kalwaria |